# 410 aC
El 410 aC va ser un any del calendari romà prejulià. Era l'any 344 'Ab urbe condita', o de la fundació de Roma.

## Esdeveniments
- Guerra del Peloponès: Alcibíades derrota la flota espartana a Cízic. Les 86 trirrems d'Atenes van capturar les 60 naus dels espartans.[1]
- Hermòcrates, dirigent de Siracusa, va ser desterrat de la seva ciutat i això va permetre que el demòcrata Diocles arribés al poder.[2]
- Cleofó es va oposar als termes de pau que es negociaven entre Atenes i Esparta, tot i els bons resultats dels atenesos després de la batalla de Cízic, on Alcibíades havia derrotat al navarc espartà Míndar.[3]
- Marc Meni, tribú de la plebs, va presentar una llei agrària que tractava d'impedir el reclutament de forces per part dels cònsols fins a l'aprovació de la llei de repartiment de terres que proposava.[4]
- A Roma van ser elegits cònsols Gai Valeri Potit Volús i Mamerc Emili Mamercí.[5]